# Roosbeek (Geulle)
De Roosbeek is een beek in Nederlands Zuid-Limburg in de gemeente Meerssen. De beek ligt bij Geulle op de rechteroever van de Maas en heeft een lengte van ongeveer 15 meter.
Ongeveer 500 meter noordelijker ligt het brongebied van de Molenbeek en op enkele tientallen meters naar het zuiden ligt de noordelijke tak van de Heiligenbeek.

## Ligging
De beek ligt op de westelijke helling van het Centraal Plateau in de overgang naar het Maasdal. De bronnen van de beek liggen in het Bunderbos op de helling ten westen van Moorveld en ten oosten van Hulsen. In dit hellingbos heeft de beek twee takken die voor de spoorlijn Maastricht - Venlo samengevloeid zijn tot één beek. Deze beek gaat onder de spoorlijn door en aan de andere kant verdwijnt het water in de riolering.

## Geologie
De Roosbeek ontspringt ten noorden van de Geullebreuk en ten zuiden van de Schin op Geulbreuk op een hoogte van ongeveer 74 meter boven NAP. Op deze hoogte dagzoomt klei uit het Laagpakket van Boom dat in de bodem een ondoorlatende laag vormt, waardoor het grondwater op deze hoogte uitstroomt.